# 1968 en mathématiques
Cet article présente les faits marquants de l'année 1968 en mathématiques.

## Prix
- Grand prix des sciences mathématiques : Gustave Choquet

## Naissances

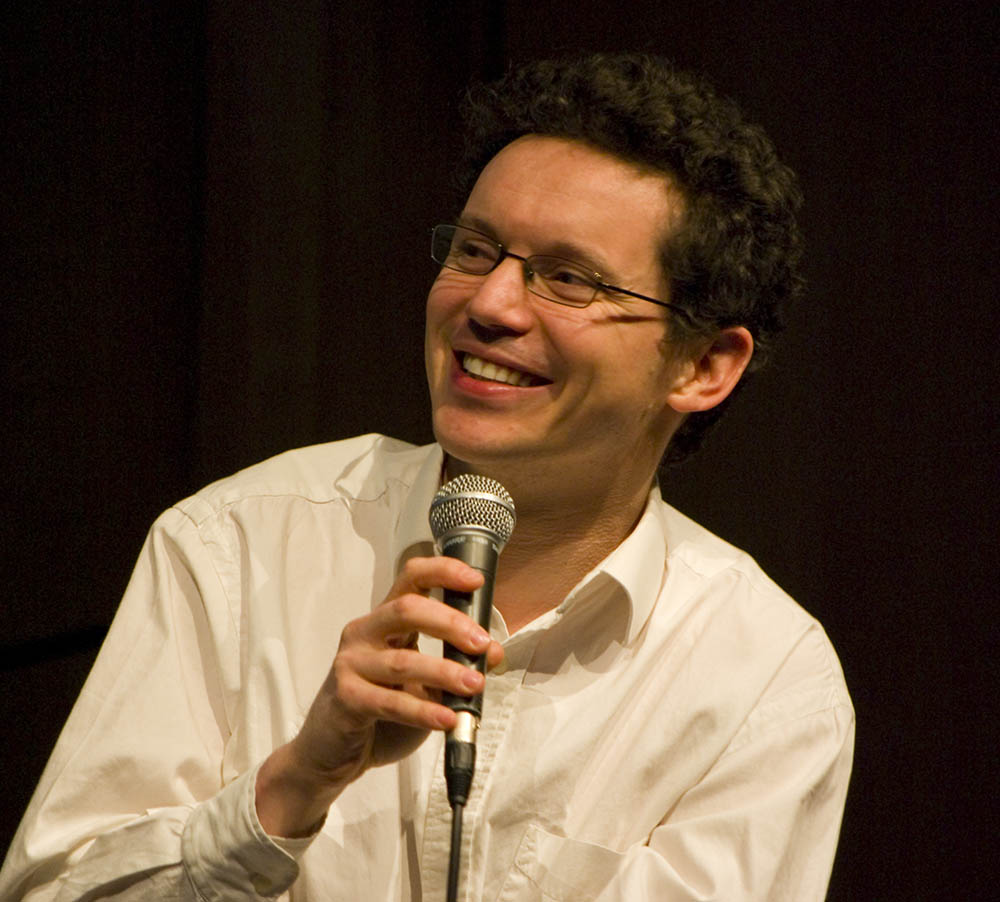
Wendelin Werner

- 9 janvier : Jeremy Avigad, mathématicien et philosophe américain.
- 20 février : Clifford Johnson, physicien théoricien et mathématicien britannique.
- 20 mars : Ken Ono, mathématicien américain d'origine japonaise.
- 2 avril : Tadashi Tokieda, mathématicien japonais.
- 4 avril : Amie Wilkinson, mathématicienne américaine.
- 8 avril : Dominic Joyce, mathématicien britannique.
- 2 mai : Edward Frenkel, mathématicien américain.
- 21 septembre : Kevin Buzzard, mathématicien britannique.
- 23 septembre : Wendelin Werner, mathématicien français, médaille Fields en 2006.
- 16 décembre : Valérie Berthé, mathématicienne française.
- Christophe Breuil, mathématicien français.
- Ana Cannas da Silva, mathématicienne portugaise.
- Chandrashekhar Khare, mathématicien indien.
- Graham Nelson, poète et mathématicien britannique.

## Décès

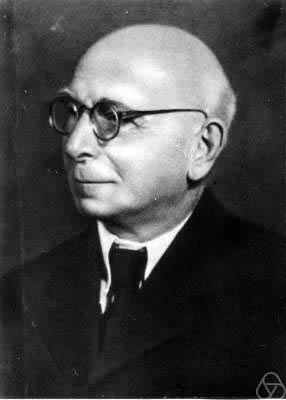
Sergueï Natanovitch Bernstein

- 2 avril : Alessandro Terracini (né en 1889), mathématicien italien.

- 8 avril : Maurice Princet (né en 1875), mathématicien français, « le mathématicien du cubisme ».

- 28 mai : Karel Rychlik (né en 1885), mathématicien tchèque.

- 10 juin : Klara Löbenstein (née en 1883), mathématicienne allemande.

- 13 août : Øystein Ore (né en 1899), mathématicien norvégien.

- 5 septembre : Jacques Touchard (né en 1885), mathématicien français.

- 16 septembre : Kalle Väisälä (né en 1893), mathématicien finlandais.

- 26 octobre : Sergueï Natanovitch Bernstein (né en 1880), mathématicien soviétique.

- 7 novembre : Aleksandr Gelfond (né en 1906), mathématicien russe.

- 28 novembre : Jean Delsarte (né en 1903), mathématicien français.

- 10 décembre : Clement Vavasor Durell (né en 1882), mathématicien britannique.